# 1510
1510 (MDX) fue un año común comenzado en día martes del calendario juliano.

## Acontecimientos
- Alonso de Ojeda funda San Sebastián de Urabá, la primera población española en tierra firme, pero luego la abandonan.
- Vasco Núñez de Balboa funda el primer establecimiento europeo permanente en tierras continentales americanas, Santa María la Antigua del Darién, capital de Castilla del Oro.[1]
- Diego de Nicuesa funda la ciudad de Nombre de Dios.
- Pedro Navarro conquista las ciudades de Bugía y Trípoli, en el norte de África.
- El portugués Afonso de Albuquerque conquista Goa.
- En Cuba, un grupo de aborígenes dio muerte a un grupo de españoles. El hecho da nombre a este territorio: Matanzas
- Disolución de la Liga de Cambrai.

## Nacimientos
- 22 de julio: Alejandro de Médici, duque de Penne y de Florencia (f. 1537).
- 28 de octubre: Francisco de Borja, religioso y santo español (f. 1572)

- Lope de Rueda, dramaturgo español.
- Antonio de Cabezón, compositor español.
- Lope de Aguirre, conquistador español.
- Andrea Gabrieli, compositor y organista italiano.
- Alonso Lobo de Medina Sidonia, religioso franciscano español.
- Francisco Vázquez de Coronado, conquistador español.
- Pedro de Ybarra, arquitecto español.

## Fallecimientos
- 17 de mayo: Sandro Botticelli, pintor italiano (n. 1445)
- 25 de octubre: Giorgione, pintor italiano (n. 1477)